# Theta de la Balança
Theta de la Balança (θ Librae) és un estel a la constel·lació de la Balança de magnitud aparent +4,14. L'asterisme xinès S'Han, que al·ludeix a un districte d'aquest país, engloba a aquest estel al costat de ε, ζ, η i ξ Librae. S'hi troba a 163 anys llum del sistema solar.
Theta de la Balança és una gegant taronja de tipus espectral K0III amb una temperatura efectiva de 4760 K. Té un diàmetre 15 vegades més gran que el del Sol, xifra calculada a partir de la mesura directa del seu diàmetre angular —2,17 mil·lisegons d'arc—, i gira sobre si mateixa amb una velocitat de rotació d'almenys 3,06 km/s. Lluix amb una lluminositat 76 vegades major que la del Sol.Té una massa estimada d'entre 1,8 i 2,1 masses solars, però no existeix unanimitat en quant a la seva edat; mentre que un estudi assenyala una edat de 2.990 milions d'anys, un altre redueix aquesta xifra a poc més de 1.000 milions d'anys.
Theta de la Balança és un estel de baixa metal·licitat; la seva abundància relativa de ferro està compresa entre el 50% i el 60% de la del Sol. Aquest empobriment és palès en la major part dels elements, com per exemple magnesi, titani, níquel o vanadi; no obstant això, l'abundància relativa de sodi és comparable a la solar.